# گرونتا
گرونتا (به چکی: Grunta) یک منطقهٔ مسکونی در جمهوری چک است که در ناحیه کولین واقع شده‌است.